# Schloss Ottmaring

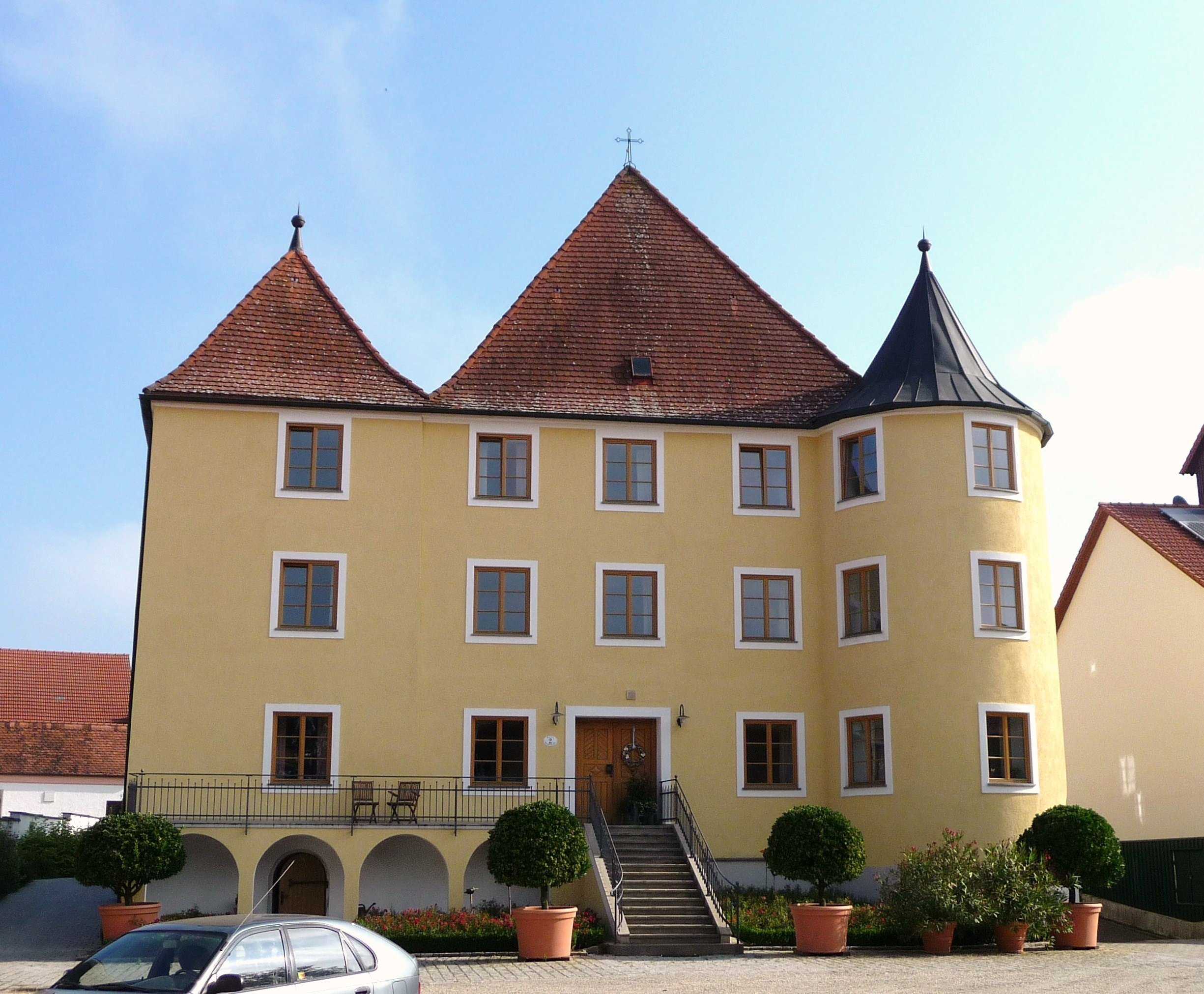
Schloss Ottmaring heute

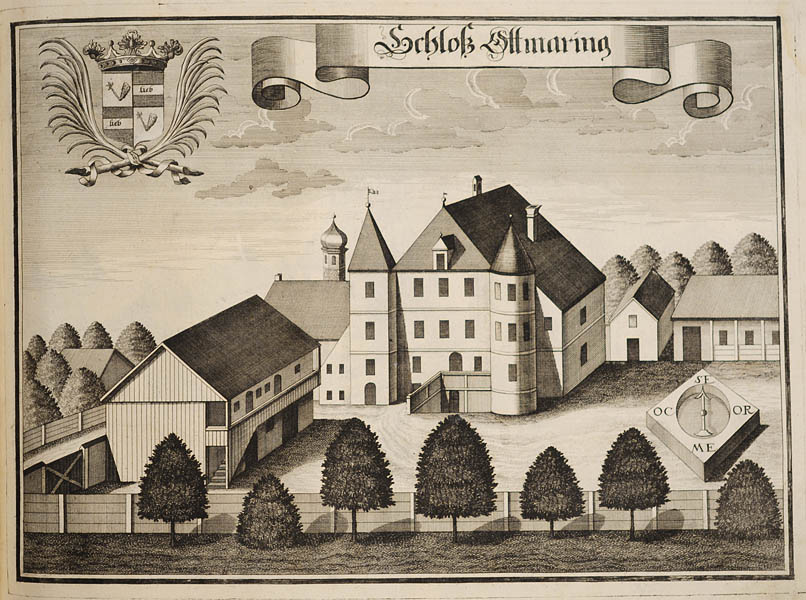
Schloss Ottmaring nach einem Stich von Michael Wening (1726)

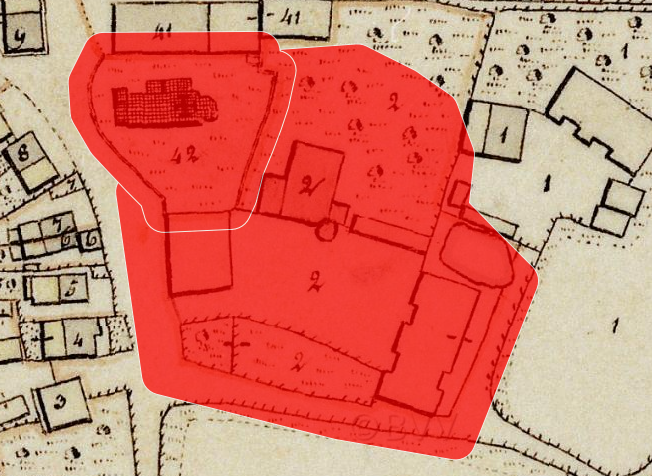
Schloss Ottmaring auf dem Urkataster von Bayern

Das Schloss Ottmaring ist ein ehemaliges Hofmarksschloss in Ottmaring (Gemeinde Buchhofen) im Landkreis Deggendorf. Die Anlage wird als Bodendenkmal unter der Aktennummer  	D-2-7243-0355 im Bayernatlas als „untertägige mittelalterliche und frühneuzeitliche Befunde sowie Erdstall im Bereich des Schlosses Ottmaring“ geführt. Ebenso ist sie unter der Aktennummer D-2-71-118-7 als Baudenkmal von Ottmaring  verzeichnet.

## Geschichte
Erste Ortsadelige werden in Ottmaring um die Mitte des 12. Jahrhunderts genannt. Dem einflussreichen Schweicker von Ottmaring, der um 1335 Herzog Heinrich XIV. 630 Pfund Regensburger Pfennige geliehen hatte, folgen die Edlen von Resch. Dann besaßen die Freiherren von Starzhausen von ca. 1530 bis 1778 die Hofmark von Ottmaring. Sie erbauten das Schloss als Renaissancebau mit zwei Ecktürmen im Jahr 1582. Um 1700 hat Michael Wening u. a. auch das Schloss Ottmaring in Kupfer gestochen. Ab 1786 gehören Schloss und Hof dem Schlossbauern. Der größte Teil der dazugehörigen Grundstücke wurde schon um 1790 verkauft. Das Bräuhaus wurde in ein Wirtshaus umgewandelt.

## Baubeschreibung
Schloss Ottmaring ist ein geschütztes Baudenkmal mit der Aktennummer D-2-71-118-7, die Baubeschreibung des Bayerischen Landesamts für Denkmalpflege lautet:
- Ehemaliges Schloss, dreigeschossiger Renaissance-Zeltdachbau mit viereckigem und rundem Eckturm, 1582